# Diagrama TTT
Un diagrama TTT  (temperatura, tiempo, transformación de austenita) o curva S resume las posibles transformaciones de la austenita para cada acero, imprescindibles tanto para el diseño de tratamientos térmicos como para la interpretación de las microestructuras resultantes después de los mismos. Su construcción experimental se realiza mediante un determinado número de muestras de acero que, previamente austenizadas, se enfrían en baños de sales a diferentes temperaturas y tiempos determinados. La microestructura obtenida en cada una de las muestras se analiza y representa, obteniéndose así el diagrama TTT para ese acero.

Esquema de una isoterma de tiempo-temperatura-transformación isoterma. Muestra un calentamiento de la transformación de un estado B a A. La línea roja indica la evolución temporal de la temperatura de calentamiento.